# Бастьєн Тома
Бастьєн Тома (фр. Bastien Toma, нар. 24 червня 1999, Сьйон, Швейцарія) — швейцарський футболіст, півзахисник клубу «Санкт-Галлен».

## Ігрова кар'єра

### Клубна
Бастьєн Тома народився у Сьйоні в родині косовських албанців. Є вихованцем клубу «Сьйон», де почав займатися футболом у віці дев'яти років. У 2015 році Тома підписав з клубом свій перший професійний контракт, дія якого була розрахована на п'ять років. А у листопаді 2017 він дебютував у складі першої команди.
У 2020 році Тома приєднався до бельгійського клубу «Генк», уклавши з бельгійцями угоду до червня 2024 року.

### Збірна
У березні 2021 року Бастьєн Тома у складі молодіжної збірної Швейцарії брав участь у першості Європи (U-21), де зіграв у всіх трьох матчах групового турніру.

## Титули і досягнення
- Володар Кубка Бельгії (1):

«Генк»: 2020-21